# Água de telhado

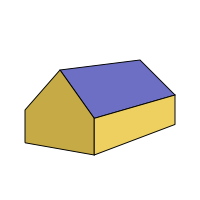
Telhado de duas águas.

Água de telhado, também chamado água, pano de telhado, pano, vertente de telhado, vertente e, no estado de Sergipe, nordeste do Brasil, corte de telhado, refere-se à superfície usualmente plana e inclinada, usada como cobertura de uma edificação, que vai do espigão horizontal (cumeeira) ao beiral, sobre a qual escoam as águas pluviais numa única direcção. A sua inclinação depende do elemento e do material utilizado na cobertura, condições climáticas do local e do partido arquitectónico adoptado. Água de telhado designa-se comummente o telhado pelo número de planos inclinados que possui, podendo ser de duas águas, quatro águas etc. Mais de quatro águas dão ao telhado designações diferentes.